# Parcurile Naționale Lacul Turkana
Parcurile Naționale Lacul Turkana reprezintă un grup de trei parcuri naționale din Kenya. În 1997, grupul a fost înscris în rândul locurilor din Patrimoniul Mondial UNESCO, fiind extins la o porțiune mai mare în 2001. Importanța parcurilor derivă din folosirea acestora drept punct de oprire al păsărilor migratoare, drept loc de împerechere al crocodililor, hipopotamilor și șerpilor din Nil. De asemenea, regiunea conține fosile înăuntrul zăcămintelor Koobi Fora, unice în lume. Regiunea este compusă din Parcul Național Sibiloi și două insule aflate în Lacul Turkana.